# سورفسید بیچ (کارولینای جنوبی)
سورفسید بیچ(به انگلیسی: Surfside Beach) شهری در ایالت کارولینای جنوبی کشور ایالات متحده آمریکا است که جمعیت آن در سرشماری سال ۲۰۱۰ میلادی، ۳٬۸۳۷ نفر بوده‌است.